# Testimony (pel·lícula de 1988)
Testimony és una pel·lícula musical dramàtica independent britànica de 1988 dirigida per Tony Palmer i protagonitzada per Ben Kingsley, Sherry Baines i Robert Stephens. La pel·lícula es basa en les memòries de Dmitri Xostakóvitx (1906–1975) tal com es dicta al llibre Testimoni (editat per Solomon Volkov, ISBN 0-87910-021-4) i filmat en Panavision.

## Repartiment
- Ben Kingsley com a Dmitri Xostakóvitx
- Sherry Baines com a Nina Xostakóvitx
- Magdalen Asquith com Galya Xostakovitx
- Mark Asquith com a Maksim Xostakóvitx
- Terence Rigby com a Iosif Stalin
- Ronald Pickup com a Mikhaïl Tukhatxevski
- John Shrapnel com a Andrei Zhdanov
- Robert Reynolds com a Brutus
- Vernon Dobtcheff com a Gargolovsky
- Colin Hurst com a secretari de Stalin
- Joyce Grundy com a Keke Geladze
- Mark Thrippleton com el jove Iosif Stalin
- Liza Goddard com a humanista anglès
- Peter Woodthorpe com a Aleksandr Glazunov
- Robert Stephens com a Vsévolod Meierhold
- William Squire com a Aram Khatxaturian
- Murray Melvin com a editor de pel·lícula
- Robert Urquhart com a El periodista
- Christopher Bramwell com a Vanya
- Brook Williams com a H. G. Wells
- Marita Phillips com a senyora Lupinskaya

## Música
- London Philharmonic Orchestra
  - Líder: David Nolan
  - Conductor: Rudolf Barshai
- Els cantants de L'edat d'or
  - Mestre de cor: Simon Preston
- Quartet Xilingirian

Solistes
- Margaret Fingerhut
- Yuzuko Horigome
- Felicity Palmer
- Howard Shelley
- John Shirley-Quirk

## Premis
- Guanyador de la medalla d'or al Millor Drama - Festival Internacional de Cinema de Nova York
- Guanyador del Premi Fellini - UNESCO
- Guanyador del Premi de la Crítica - Mostra Internacional de Cinema de São Paulo